# Симп
Симп (англ. simp или Suckers Idolizing Mediocre Pussy) — аббревиатура сленговый термин, описывающий человека, который проявляет чрезмерную симпатию и внимание к другому человеку, обычно не отвечающему взаимностью, в поисках привязанности или сексуальных отношений. Такое поведение, называют «симпинг», он проявляется в отношении различных людей. Термин получил распространение в социальных сетях в 2010-х годах.

## Происхождение
New Partridge Dictionary of Slang and Unconventional English относит употребление существительного «simp» к 1903 годам. В статье американского журнала Motion Picture Magazine за 1917 год присутствовал анимационный рисунок, на котором женщина-режиссёр кричит мужчине-ведущему через мегафон «Kiss Her You Simp, Hurry Up Camera!». В 1980-х годах стало использоваться в песнях рэперами, такими как Too Short и E-40. Шакур Тупак также использовал этот термин в своей песне в альбоме «Me Against the World» 1995 года.

## Популярность
В 2000-х годах термин «симп» описывал мужчин, соглашающихся на дружбу с женщинами, но питая тайную надежду на более близкие отношения, склонных к излишней покорности в отношениях. В 2010-х он приобрёл более сексистскую окраску, использовался в антифеминистических интернет-сообществах. В 2003 году появился в Urban Dictionary.
Стало широко популярным в TikTok в 2019 году, а вскоре популярность перешла на Twitch и Twitter (X). По данным Google Trends, интерес к слову удвоился с конца 2018 по конец 2019 года.

## Употребление
В августе 2020 года австралийский политик Билл Шортен использовал этот термин на национальном телевидении, заявив в эфире, что премьер-министру Скотту Моррисону нужно «убедиться, что он не выглядит симпом по отношению к Дональду Трампу».
В январе 2021 года Vogue сообщил об «восторженном» аккаунте в Instagram самопровозглашённых «симпов», выражающих симпатию к тогдашнему кандидату в Сенат Джорджии Джону Оссоффу. Оссофф выиграл выборы и был приведён к присяге в качестве сенатора 20 января 2021 года.
Слово используется некоторыми фан-сообществами, которые называют себя «симпами» по отношению к знаменитостям. Согласно The Daily Dot, термин зачастую используется с иронией. В русскоязычном сегменте интернета термин «симп» приобрёл более нейтральное значение, приближаясь к понятию «фанат», «поклонник».